# 2785 Сєдов
2785 Сєдов (2785 Sedov) — астероїд головного поясу, відкритий 31 серпня 1978 року.
Тіссеранів параметр щодо Юпітера — 3,296.
Астероїд названо на честь Сєдова Георгія Яковича (1877- 1914), видатного полярного дослідника і гідрографа.